# Allgemeine Staatslehre
Untersuchungsgegenstand der Allgemeinen Staatslehre ist der Staat. Anders als das Staatsrecht, das sich vornehmlich mit Fragen des bestehenden Verfassungsrechts beschäftigt, nimmt ihn die Staatslehre mit seinen historischen, politischen und rechtlichen Dimension in den Blick. Dabei wird kein Bezug auf einen bestimmten Staatsverband genommen.
Das Erkenntnisinteresse der Allgemeinen Staatslehre besteht darin, durch eine möglichst umfassende interdisziplinäre wissenschaftliche Analyse allgemeine Einsichten über das Wesen des Staates zu erlangen. Überprüft werden rechtliche und politische Gemeinsamkeiten ebenso wie signifikante Unterschiede. Gesucht wird nach der staatsrechtlichen (inneren) und völkerrechtlichen (äußeren) Definition eines Staates (Drei-Elemente-Lehre), seiner staatlichen Souveränität und Legitimität, seinen Entstehungs- und Untergangsgründen sowie Art und Wesen seiner Konstitution (Zentralismus, Föderalismus; verfassungsrechtlich bestimmter Personalverband und Gebietsherrschaftsverband), seiner Form, der Staatsangehörigkeit, der Trennung von Kirche und Staat u. v. m.

„Die Staatslehre hat die Aufgabe, die eigenartige Wirklichkeit des uns umgebenden staatlichen Lebens zu erforschen. Sie will den Staat begreifen in seiner gegenwärtigen Struktur und Funktion, sein geschichtliches So-Gewordensein und seine Entwicklungstendenzen.“

Heute tritt die theoretische Staatslehre meist unter der moderneren Bezeichnung Staatstheorie auf, der angewandte Teil ist hauptsächlich das vergleichende Verfassungsrecht. Der juristisch-politische Zweig der Staatenkunde ist die spezielle Staatslehre, die sich mit den Eigenheiten der einzelnen Staaten einst und jetzt beschäftigt.

### Klassiker
- Johann Caspar Bluntschli: Allgemeine Staatslehre. 6. Auflage, Stuttgart 1886 (1852).
- Georg Jellinek: Allgemeine Staatslehre. 1900.
- Franz Oppenheimer: Der Staat. 1908 (Volltext, PDF).
- Hans Kelsen: Allgemeine Staatslehre. Berlin 1925.
- Rudolf Smend: Verfassung und Verfassungsrecht. München 1928.
- Carl Schmitt: Verfassungslehre. Duncker & Humblot, Berlin 1928.
- Hermann Heller: Staatslehre. 6. Auflage, Tübingen 1983 (Erstauflage 1934), ISBN 3-16-644693-1.

### Sonstige
- Karl Loewenstein: Max Webers Beitrag zur Staatslehre in der Sicht unserer Zeit. In: Max Weber. Gedächtnisschrift der Ludwig-Maximilians-Universität München zur 100. Wiederkehr seines Geburtstages 1964.
- Stefan Breuer: Georg Jellinek und Max Weber: Von der sozialen zur soziologischen Staatslehre. 1999, ISBN 3-7890-6107-7.
- Karl Doehring: Allgemeine Staatslehre: eine systematische Darstellung. 3., neubearbeitete Auflage, C.F. Müller/Hüthig Jehle Rehm, Heidelberg 2004, ISBN 3-8114-9008-7 (online).
- Hans Herbert von Arnim: Staatslehre der Bundesrepublik Deutschland, München 1984.
- Reinhold Zippelius: Geschichte der Staatsideen. 10. Auflage, München 2003, ISBN 3-406-49494-3.
- Reinhold Zippelius: Allgemeine Staatslehre. Politikwissenschaft. 17., neubearbeitete Auflage, C.H. Beck, München 2017, ISBN 978-3-406-71296-8.
- Schöbener/Knauff: Allgemeine Staatslehre, 4. Auflage, München 2019, ISBN 978-3-406-73498-4.